# Karel Lismont
Karel Lismont (ur. 8 marca 1949 w Borgloon) – belgijski lekkoatleta, maratończyk, czterokrotny olimpijczyk (Monachium, Montreal, Moskwa, Los Angeles).

## Osiągnięcia
- Srebrny medal Igrzysk Olimpijskich w Monachium
- Brązowy medal Igrzysk Olimpijskich w Montrealu
- Złoty medal Mistrzostw Europy w 1971
- Brązowy medal Mistrzostw Europy w 1978
- Brązowy medal Mistrzostw Europy w 1982
- Zwycięstwo w Hamburg-Marathon (1986, 1987)
- Zwycięstwo w maratonie w Amsterdamie (1976)
- Zwycięstwo w maratonie w Berlinie (1983)